# Forpus
Forpus Boie, 1858 è un genere di uccelli della famiglia degli Psittacidi.

## Descrizione
Si tratta di un gruppo di sette specie di piccoli pappagalli caratterizzati da una taglia ridotta, attorno ai 12–14 cm, da una conformazione compatta e leggermente tozza, dovuta anche alla coda corta e leggermente a punta. Hanno tutti piumaggio generale verde e le specie sono tipicizzate grazie alla presenza dei colori giallo, azzurro e blu su parti del corpo di alcune di esse. I due sessi mostrano un certo dimorfismo sessuale. Molto amati e studiati e anche molto allevati in cattività, alcune specie di Forpus sono tra i pappagallini più diffusi e si sono ottenute mutazioni di colore, giallo e blu, ormai fissate.

## Tassonomia
Il genere Forpus comprende le seguenti specie:
- Forpus coelestis (Lesson, 1847) - pappagallino del Pacifico
- Forpus conspicillatus (Lafresnaye, 1848) - pappagallino dagli occhiali
- Forpus cyanopygius (Souancé, 1856) - pappagallino del Messico
- Forpus modestus (Gray, 1859) - pappagallino beccoscuro
- Forpus passerinus (Linnaeus, 1758) - pappagallino groppaverde
- Forpus xanthops (Salvin, 1895) - pappagallino facciagialla
- Forpus xanthopterygius (Taczanowski, 1883) - pappagallino aliblu